# Víctor Hugo Cabrera
Víctor Hugo Cabrera Pottier (Bogotá, 24 de abril de 1968) es un actor colombiano. Hijo del artista ecuatoriano Víctor Cabrera Paredes y de la fallecida actriz de radionovelas Conchita Pottier. Es reconocido por sus papeles de Peter Alexander en la comedia Romeo y Buseta, Rafael Méndez en la telenovela Hasta que la plata nos separe, y Arturo Bermúdez en la telenovela Bermúdez.

## Biografía
Cabrera es hijo del artista ecuatoriano, Víctor Hugo Cabrera Paredes, miembro del grupo de teatro cómico musical Los Chaparrines, y de la actriz de radio colombiana Concha Pottier, de origen francés.
Cabrera debutó como actor en la radio y el teatro, en la década de 1970. Su debut para la televisión fue en 1979 en la novela La abuela y en la serie Las aventuras de Tom Sawyer. Sus papeles protagónicos más recordados han sido de Peter Alexander en la comedia Romeo y Buseta, "Rafael Méndez" en la telenovela Hasta que la plata nos separe en el 2007, y la telenovela El fiscal (1999), estas 2 últimas producidas por la RCN Televisión.
Su primer papel principal fue en 2006, como Rafael Méndez en la telenovela Hasta que la plata nos separe, junto a Marcela Carvajal. Con esta novela logró el reconocimiento de los colombianos, ganando un premio como Mejor Actor Protagónico. Para dicho rol, fue recomendado por la reconocida empresaria teatral Fanny Mikey. En 2009, para el canal Caracol TV protagonizó la telenovela Bermúdez, junto a Valentina Rendón.

## Filmografía

### Televisión
| Año       | Título                        | Personaje            | Ref.  |
| --------- | ----------------------------- | -------------------- | ----- |
| 2011      | Confidencial                  | Padre desalmado      | [ 1 ] |
| 2009      | Bermúdez                      | Arturo Bermúdez      | [ 1 ] |
| 2008      | El Garañón del Millón         | Juan Esteban Méndez  | [ 2 ] |
| 2006-2007 | Hasta que la plata nos separe | Rafael Méndez        | [ 1 ] |
| 2005      | Lorena                        | El mismo             | [ 1 ] |
| 2002      | Noticias Calientes            | Everaldo             | [ 1 ] |
| 2000      | La baby sister                | Reinaldo             | [ 1 ] |
| 2000      | Brujeres                      | Sebastián            | [ 1 ] |
| 1999      | Me llaman Lolita              | Pacho Minguez        | [ 1 ] |
| 1999      | El Fiscal                     | Rojas                | [ 1 ] |
| 1998      | Corazones de asfalto          | Alfredo              | [ 1 ] |
| 1994      | Almas de Piedra               | [ 1 ]                |       |
| 1993      | Espumas                       | El mismo             | [ 1 ] |
| 1993      | Detrás de un ángel            | El mismo             | [ 1 ] |
| 1987      | Mi alma se la dejó al Diablo  | El mismo             | [ 1 ] |
| 1990      | Señora Bonita                 | El mismo             | [ 1 ] |
| 1990      | Te Voy a Enseñar a Querer     | Benedicto            | [ 1 ] |
| 1989      | Los Colores de la Fama        | [ 1 ]                |       |
| 1987-1992 | Romeo y Buseta                | Peter Alexander Tuta | [ 1 ] |
| 1987      | Camila                        | El mismo             | [ 1 ] |
| 1986      | Vivir la vida                 | El mismo             | [ 1 ] |
| 1985      | Oro                           | El mismo             | [ 1 ] |
| 1983      | Cuentos del Domingo           | El mismo             | [ 1 ] |
| 1979      | Las aventuras de Tom Sawyer   | Jim                  | [ 1 ] |
| 1979      | La abuela                     | Elenco               | [ 1 ] |
| PELÍCULAS |                               |                      |       |
| 2023      | El gran bingo                 | Dionosio             | [ 3 ] |
| 2008      | Ni te cases ni te embarques   | Rubén                | [ 1 ] |
| 1979      | El taxista millonario         | Raulito              | [ 1 ] |
| TEATRO    |                               |                      |       |
| 2005      | Playland                      | Desconocido          | [ 1 ] |
| 2005      | Tierra de diversiones         | Desconocido          | [ 1 ] |
| 1976      | Pluff el fantasmita           | Desconocido          | [ 1 ] |
| 1975      | El rincón de los sueños       | Desconocido          | [ 1 ] |
| 1973      | Cumbres borrascosas           | Desconocido          | [ 1 ] |

## Premios

### Premios TVyNovelas
| Año  | Categoría               | Telenovela                    | Resultado |
| ---- | ----------------------- | ----------------------------- | --------- |
| 2007 | Mejor Actor Protagónico | Hasta que la plata nos separe | Ganador   |

### Premios India Catalina
| Año  | Categoría               | Telenovela                    | Resultado |
| ---- | ----------------------- | ----------------------------- | --------- |
| 1991 | Mejor Actor de Reparto  | Romeo y Buseta                | Nominado  |
| 2000 | Mejor Actor de Reparto  | El fiscal                     | Nominado  |
| 2001 | Mejor Actor de Reparto  | La baby sister''              | Nominado  |
| 2007 | Mejor Actor Protagónico | Hasta que la plata nos separe | Nominado  |

### Otros premios
- Premio Orquídea Usa a Mejor Actor Protagónico por Hasta que la plata nos separe.
- Placa Tv y Novelas Ecuador por su actuación en Hasta que la plata nos separe.